# Анджеліка (переписна місцевість, Вісконсин)
Анджеліка (англ. Angelica) — переписна місцевість (CDP) в США, в окрузі Шавано штату Вісконсин. Населення — 94 особи (2020).

## Географія
Анджеліка розташована за координатами 44°40′30″ пн. ш. 88°19′18″ зх. д. / 44.67500° пн. ш. 88.32167° зх. д. (44.675039, -88.321568).  За даними Бюро перепису населення США в 2010 році переписна місцевість мала площу 4,06 км², уся площа — суходіл.

## Демографія
Згідно з переписом 2010 року, у переписній місцевості мешкали 92 особи в 39 домогосподарствах у складі 28 родин. Густота населення становила 23 особи/км².  Було 44 помешкання (11/км²).
Расовий склад населення:
| - 100,0 % — білих |

До двох чи більше рас належало 0,0 %. Частка іспаномовних становила 0,0 % від усіх жителів.
За віковим діапазоном населення розподілялося таким чином: 21,7 % — особи молодші 18 років, 65,3 % — особи у віці 18—64 років, 13,0 % — особи у віці 65 років та старші. Медіана віку мешканця становила 38,0 року. На 100 осіб жіночої статі у переписній місцевості припадало 109,1 чоловіків;  на 100 жінок у віці від 18 років та старших — 94,6 чоловіків також старших 18 років.
Середній дохід на одне домашнє господарство  становив 59 693 долари США (медіана — 56 250), а середній дохід на одну сім'ю — 70 311 долар (медіана — 62 500). За межею бідності перебувало 8,0 % осіб, у тому числі 12,5 % дітей у віці до 18 років та 0,0 % осіб у віці 65 років та старших.
Цивільне працевлаштоване населення становило 43 особи. Основні галузі зайнятості: виробництво — 27,9 %, науковці, спеціалісти, менеджери — 16,3 %, освіта, охорона здоров'я та соціальна допомога — 16,3 %.